# Satsuma (porselein)

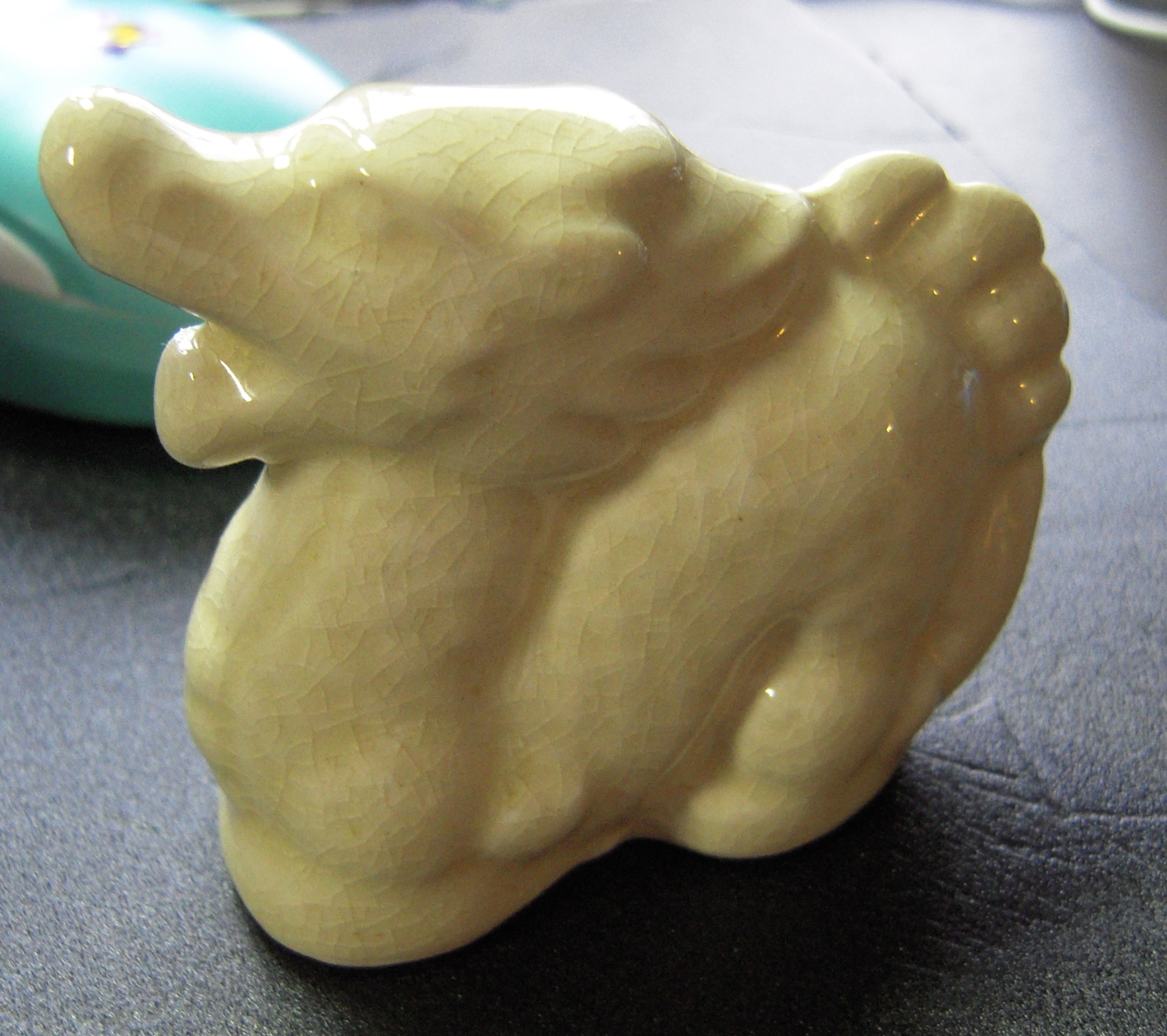
Voorbeeld van satsuma

Satsuma-aardewerk (薩摩焼, satsuma-yaki) of Satsuma-porselein is een type van Japanse aardewerkproducten. Dit aardewerk werd gemaakt van een type klei die gevonden en verwerkt werd in de Japanse provincie Satsuma, in de 18e en 19e eeuw.
Vermoedelijk is het ontwerp overgenomen van 17e-eeuws Koreaans keramiek, na de Japanse invasie van Korea onder leiding van leden van de Shimazu-clan, die regeerden over Satsuma.